# Dévillac
Dévillac ist eine französische Gemeinde mit 157 Einwohnern (Stand 1. Januar 2022) im Département Lot-et-Garonne in der Region Nouvelle-Aquitaine (vor 2016: Aquitanien). Die Gemeinde gehört zum Arrondissement Villeneuve-sur-Lot und zum Kanton Le Haut Agenais Périgord.
Der Name der Gemeinde leitet sich von einem Landgut ab, das einem „Devillius“ gehörte.
Die Einwohner werden Dévillacais und Dévillacaises genannt.

## Geographie
Dévillac liegt ca. 25 km nordöstlich von Villeneuve-sur-Lot in der historischen Provinz Agenais an der nördlichen Grenze zum benachbarten Département Dordogne.
Umgeben wird Dévillac von den sechs Nachbargemeinden:
| Villeréal                  | Saint-Martin-de-Villeréal                   | Vergt-de-Biron (Dordogne) |
| Saint-Étienne-de-Villeréal | Kompassrose, die auf Nachbargemeinden zeigt |                           |
| Laussou                    |                                             | Paulhiac                  |

Dévillac liegt im Einzugsgebiet des Flusses Garonne.
Der Laussou, ein Nebenfluss der Lède, durchquert das Gebiet der Gemeinde zusammen mit seinen Nebenflüssen,
- dem Ruisseau de la Fontaine Biron,
- dem Ruisseau de la Fontaine d’Estrade, der in Dévillac entspringt, und
- dem Ruisseau de Lasgrèses.[2]

## Geschichte
Eine Pfeilspitze aus Bronze, die aus der Bronzezeit datiert, belegt eine frühe Besiedelung des Landstrichs. Im Jahre 1869 wurden Reste einer antiken Villa an einer Stelle mit dem Flurnamen Chairol entdeckt. Dabei wurden Dachziegel und Fragmente von Marmor und Keramiken gefunden. Mit Mosaik dekoriertes Pflaster trat zutage, das aus einer späteren Zeit, mit Sicherheit aus dem vierten Jahrhundert, datiert.
Die Gemeinde besitzt zwei Kirchen, die Kirche von Estrade, einer ehemaligen Gemeinde, die 1829 eingemeindet wurde, und die Kirche Saint-Barthélémy aus dem 12. Jahrhundert mit einem Eingangsportal aus dem 16. Jahrhundert.
Im Mittelalter existierte im Dorf auch die Burg Peyrelevade im gleichnamigen Weiler, von der heute nur noch Ruinen zu sehen sind. Diese bestehen aus Resten von dicken Mauern und einer Quelle, die einst dazu bestimmt war, längere Belagerungen zu überstehen.

## Einwohnerentwicklung
Nach Beginn der Aufzeichnungen stieg die Einwohnerzahl bis zur Mitte des 19. Jahrhunderts auf einen Höchststand von rund 385. In der Folgezeit sank die Größe der Gemeinde bei kurzen Erholungsphasen bis zu den 1960er Jahren auf rund 115 Einwohner, bevor eine Phase mit moderatem Wachstum einsetzte, die seit der Jahrtausendwende die Größe auf ein Niveau von rund 130 Einwohnern stabilisierte.
| Jahr      | 1962 | 1968 | 1975 | 1982 | 1990 | 1999 | 2006 | 2011 | 2022 |
| --------- | ---- | ---- | ---- | ---- | ---- | ---- | ---- | ---- | ---- |
| Einwohner | 137  | 113  | 115  | 129  | 117  | 121  | 131  | 132  | 157  |

## Wirtschaft und Infrastruktur

### Verkehr
Dévillac ist erreichbar über die Routes départementales 255 und 272 (Dordogne: D2E).